# Benjamin Henry Latrobe
Benjamin Henry Latrobe (1 de mayo de 1764, Yorkshire - 3 de septiembre de 1820, Nueva Orleans) fue un arquitecto e ingeniero civil británico.
Emigró a los Estados Unidos en 1795 y su primer proyecto importante fue la Penitenciaría Estatal de Virginia, ubicada en Richmond. En 1798 diseñó el Banco de Pensilvania construido en Filadelfia, considerado como el primer monumento estadounidense de estilo renacentista griego y tiempo después fue designado por el presidente Thomas Jefferson como topógrafo de edificios públicos. Luego se encargó de completar el Capitolio de los Estados Unidos, que más tarde sería reconstruido después de su destrucción por parte de los ingleses. En 1818 hizo los planos de la primera catedral del país, la Basílica de Baltimore.
La construcción y diseño del sistema de agua corriente de Filadelfia es uno de sus trabajos destacados como ingeniero.